# سفارش‌ها
سفارش‌ها (ایتالیایی: Commesse) یک مجموعۀ تلویزیونی کمدی ایتالیایی به کارگردانی جورجو کاپیتانی و خوزه ماریا سانچز است که در سال ۱۹۹۹ منتشر شد.

## بازیگران
- سابرینا فریلی
- نانسی بریلی
- ورونیکا پیوه‌تی
- فرانکو کاستلانو
- کاترینا ورتووا
- آنا واله
- جولیانا کالاندرا
- ماسیمو چاوارو
- جیلیولا چینکوئتی
- ری لاولاک
- ماسیمو گینی
- چزاره بوچی
- ادویژ فنش
- النا آرویگو